# Thyene striatipes
Thyene striatipes là một loài nhện trong họ Salticidae.
Loài này thuộc chi Thyene. Thyene striatipes được Lodovico di Caporiacco miêu tả năm 1939.